# Бузылёв, Сергей Фавстович
Сергей Фавстович Бузылёв (25 сентября 1909, Часцы, Московская губерния — 4 августа 1979, Рига) — советский военачальник, генерал-майор авиации (04.08.1953).

## Биография
Родился в деревне Часцы, ныне одноимённый посёлок в сельском поселении Часцовское Одинцовского района Московской области. Русский.
С 1918 года воспитанник Ершовского детдома. С 1925 года работал ткачом прядильно-ткацкой фабрики в городе Наро-Фоминск. В 1930 году вступает ВКП(б) и переходит на комсомольскую работу в Наро-Фоминский райком ВЛКСМ, одновременно с января 1931 года учится в Московском индустриально-педагогическом институте имени Карла Либкнехта.

## Военная служба
7 мая 1932 года по спецнабору был призван в РККА и направлен в 1-ю военную школу пилотов им. А. Ф. Мясникова. В октябре 1933 года окончил её и продолжил там же учёбу на курсах командиров звеньев. После окончания последних в июне 1934 года назначен командиром звена в 11-ю авиаэскадрилью ВВС УВО в город Харьков.
С января по ноябрь 1937 года находился в правительственной командировке в Испании. Заместителем командира и командиром группы лёгких бомбардировщиков, командиром группы ночных бомбардировщиков принимал участие в национально-революционной войне в Испании. 17 июля 1937 года за мужество и героизм он был награждён орденом Красного Знамени.
По возвращении в СССР капитан Бузылев назначается командиром отряда 10-й авиаэскадрильи ВВС ХВО. В июле 1938 года назначен командиром 3-й эскадрильи 60-го авиаполка ВВС. В октябре был переведён на должность помощника командира 21-го бомбардировочного авиаполка 1-й армии особого назначения. С января по август 1939 года проходил подготовку на Липецких авиационных курсах усовершенствования ВВС РККА, после чего был назначен командиром 8-го скоростного бомбардировочного авиаполка ВВС ОрВО.

### Великая Отечественная война
Начало войны застало майора Бузылёва в ходе перевооружения и переучивания полка на новой материальной части. В течение двух суток дополучил недостающую материальную часть и с 24 июня 1941 года вступил в боевую работу на Западном фронте. Лётчики полка наносили бомбовые удары по танковым колоннам немцев западнее и юго-западнее города Барановичи, западнее и восточнее Минска, по магистралям на Бобруйск и Борисов, участвовали в разрушении переправ через реку Березина, а также выполняли другие задачи командования. 18 июля полк был выведен с фронта и направлен на переформирование на аэродром в станице Пролетарская Ростовской области, где до середины февраля 1942 года проводилась переподготовка лётного состава на новой материальной части. В январе полк вошёл в состав 2-й резервной авиабригады ГК, а 18 февраля 1942 года, войдя в состав ВВС Крымского фронта, включился в боевую работу. Командир полка Бузылёв лично участвовал в боевых вылетах на бомбардировку укреплённых пунктов противника, его аэродромов и на разведку.
В марте 1942 года майор Бузылёв был отстранён от должности и зачислен в распоряжение Управления кадров ВВС. С 27 марта 1942 года он принял командование 745-м бомбардировочным авиаполком, входившим в состав 2-й резервной авиабригады ГК. До середины октября занимался обучением лётного состава полка полётам на самолётах «Бостон» в городе Кировабаде. 15 августа полк вошёл в состав 221-й бомбардировочной авиадивизии, находившейся на переформировании на аэроузле Тамбов.
С 14 ноября 1942 года дивизия вошла в состав 17-й воздушной армии Юго-Западного фронта и принимала участие в контрнаступлении под Сталинградом, её части поддерживали наземные войска при прорыве обороны противника и окружении его группировки. В январе — феврале 1943 года она поддерживала войска Юго-Западного фронта при наступлении в Донбассе и во встречных сражениях, развернувшихся в конце февраля между Днепром и Северским Донцом.
25 февраля 1943 года Бузылёв назначен врид заместителя командира 221-й бомбардировочной авиадивизии. С 5 марта он принял командование дивизией и руководил ею до конца войны. В марте 1943 года дивизия в составе 6-го смешанного авиакорпуса находилась в резерве Ставки ВГК, затем вошла в подчинение 16-й воздушной армии и в её составе воевала на Центральном, Белорусском и 1-го Белорусском фронтах. Участвовала в Курской битве, Черниговско-Припятской наступательной операции, битве за Днепр, в освобождении городов Севск, Глухов, Путивль, Конотоп, Бахмач, Нежин, Новгород-Северский, Чернигов. За успешное выполнение заданий командования в боях при освобождении города Бахмач ей было присвоено наименование «Бахмачская». В последующем её части под его командованием успешно действовали в Гомельско-Речицкой, Калинковичско-Мозырской, Рогачёвско-Жлобинской, Бобруйской, Минской, Люблин-Брестской, Варшавско-Познанской, Восточно-Померанской и Берлинской наступательных операциях. За образцовое выполнение заданий командования в боях с немецко-фашистскими захватчиками, за овладение городом Варшава и проявленные при этом доблесть и мужество дивизия награждена орденом Суворова 2-й степени.
В период с июля 1941 года по май 1945 года Бузылёв лично совершил несколько десятков боевых вылетов на бомбардировку и разведку войск и объектов противника.
За время войны комдив Бузылёв был четыре раза лично упомянут в благодарственных приказах Верховного Главнокомандующего.

### Послевоенное время
После войны полковник Бузылев продолжал командовать 221-й бомбардировочной авиационной Бахмачской ордена Суворова дивизией в ГСОВГ. В январе 1946 года перебазировал её в Таврический ВО.
С октября 1949 года по июнь 1950 года находился на курсах усовершенствования командиров и начальников штабов авиадивизий при Краснознамённой Военно-воздушной академии, затем был назначен заместителем командира 80-го бомбардировочного авиакорпуса 24-й воздушной армии, с января 1952 года исполнял должность командира этого корпуса.
С февраля по апрель 1953 года — заместитель начальника Управления формирования и подготовки фронтовой бомбардировочной авиации ВВС, затем вновь командовал 80-м бомбардировочным авиакорпусом.
В ноябре 1953 года генерал-майор авиации Бузылев назначен помощником командующего 30-й воздушной армией.
С ноября 1955 года по октябрь 1956 года проходил обучение на ВАК при Высшей военной академии им. К. Е Ворошилова, по окончании назначен помощником командующего по боевой подготовке — начальником отдела боевой подготовки ВВС ДВО.
С апреля 1957 года — 1-й заместитель командующего 1-й Особой Дальневосточной воздушной армией.
25 ноября 1960 года генерал-майор авиации Бузылев уволен в запас.

## Награды
- четыре ордена Красного Знамени (17.07.1937[3], 08.07.1941[3], 08.03.1945[4], 13.06.1952[5])
- орден Суворова II степени (29.05.1945)[6]
- два ордена Кутузова II степени (28.04.1944[7], 23.07.1944[8])
- орден Александра Невского (28.07.1943)[9]
- орден Отечественной войны II степени (25.02.1943)[3]
- орден Красной Звезды (06.11.1947)[5]
- орден «Знак Почёта» (22.07.1941)[3]

медали в том числе:
- - «За боевые заслуги» (03.11.1944)[5]
  - «За победу над Германией в Великой Отечественной войне 1941—1945 гг.» (1945)
  - «За взятие Берлина» (1945)
  - «За освобождение Варшавы» (1945)
  - «Ветеран Вооружённых Сил СССР» (1976)

Приказы (благодарности) Верховного Главнокомандующего в которых отмечен С. Ф. Бузылёв.
- За прорыв сильно укреплённой полосы обороны противника в районе Севска, овладение в результате стремительного наступления городами Глухов и Рыльск и вступление в Северную Украину. 31 августа 1943 года. № 7.
- За овладение штурмом городом Бахмач — важнейшим железнодорожным узлом, центром коммуникаций противника и решающим опорным пунктом обороны немцев на киевском направлении. 9 сентября 1943 года. № 10.
- За овладение столицей союзной нам Польши городом Варшава — важнейшим стратегическим узлом обороны немцев на реке Висла. 17 января 1945 года. № 223.
- За овладение крупнейшим промышленным центром Польши городом Лодзь и городами Кутно, Томашув (Томашов), Гостынин и Ленчица — важными узлами коммуникаций и опорными пунктами обороны немцев. 19 января 1945 года. № 233